# Memorial do Corinthians
O Memorial do Corinthians, também conhecido como Memorial do Parque São Jorge, é uma homenagem ao time brasileiro de futebol Sport Club Corinthians Paulista, onde são representados os 113 anos de história do time. O memorial fica localizado na Sede do clube, no Parque São Jorge, na zona Leste de São Paulo e é aberto para visitação pública.
É considerado uma atração turística da cidade, foi inaugurado no dia 27 de janeiro de 2006. O Memorial ocupa uma área de aproximadamente 1.500 metros quadrados dentro do Parque São Jorge, que tem 158.170 metros quadrados.
O intuito do memorial é de ser um acervo de diversos objetos e também mostrar a trajetória do time, contendo importantes títulos, troféus, camisetas, chuteiras, fotos de jogadores e etc.

## História
Inaugurado em 27 de janeiro de 2006, o Memorial com nome do padroeiro do time, tem sua sede social do time localizada no Parque São Jorge desde 1928. Em sua abertura, foi notada a presença de várias personalidades como o ex-presidente Luiz Inácio Lula da Silva, que foi convidado para inaugurar o Memorial, além de fazer um discurso, o deputado Nivaldo Santana, o presidente do Corinthians Alberto Dualib, o Governandor do Estado de São Paulo Geraldo Alckmin, o prefeito de São Paulo José Serra, entre outros.

## Acervo
O museu conta com um vasto acervo, onde existem três ambientes e uma sala com diversos troféus e títulos, o primeiro ambiente é a reprodução de um vestiário, o segundo é um espaço que simula um estádio, e o terceiro é o maior espaço, que é subdivido em ambientes menores, como uma calçada da fama, um ambiente em homenagem ao título de paulista de 1977, um hall  onde são expostas fotos em tamanho real dos jogadores marcantes do Corinthians, vídeos de momentos importantes para o time, os uniformes de anos anteriores e etc.

### Taça do Campeonato Mundial

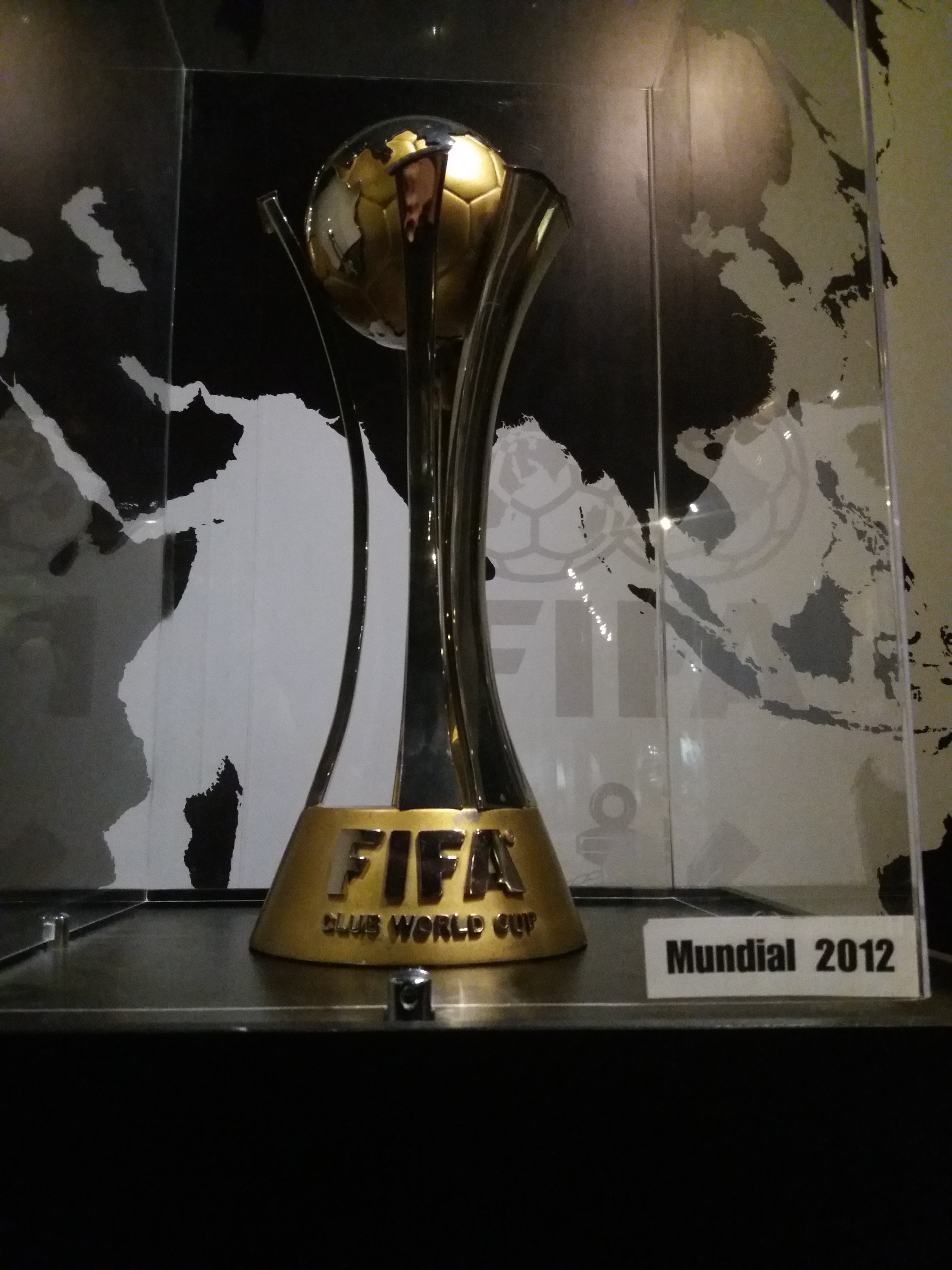
Taça do Campeonato Mundial de Clubes FIFA 2012

No dia 16 de dezembro de 2012 o Corinthians jogou, na cidade de Yokohama no Japão, a final do Campeonato Mundial de Clubes. Após vencer de um a zero do Chelsea Football Club, o Corinthians consagrou-se campeão mundial de 2012 e não demorou muito para colocar a taça em exposição no Memorial, a taça da Copa do Mundo de Clubes FIFA de 2012 se encontra no museu aberta para exposição desde o dia 21/12/2012.

### Calçada da Fama
A calçada da fama do Timão conta com diversos jogadores que fizeram parte da história do time. Lá os homenageados deixam as marcas de seus pés e sua assinatura num bloco de concreto. Alguns dos jogadores que fazem parte da calçada da fama são o Chicão, o 42º homenageado que jogou pelo Corinthians de 2008 a 2013 e durante este tempo conquistou oito titulos junto ao time, entre esses a Taça Libertadores, o Mundial e a Recopa Sul-Americana, Zé maria, que jogou 598 partidas de 1970 a 1983, Basilio ou Pé de Anjo, que fez parte do time durante os anos de 1975 e 1987, Vaguinho que jogou 551 partidas entre 1971 e 1981 e marcou um total de 110 gols, Wladmir, que jogou o maior numero de jogos pelo time, um total de 805 jogos entre os anos de 1972 e 1985, Oswaldo Brandão que dirigiu o time entre os anos de 1954 e 1981 e foi técnico campeão do IV Centenário em 1954, Dentinho, que jogou 187 jogos pelo time e marcou o 10.000 gol do Corinthians, Casagrande, jogando de 82 a 84, 85 a 87 e 1994 e marcou um total de 103 gols, Rivellino, que jogou pelo Corinthians desde 1965 até 1974 e marcou um total de 144 gols, Tobias, ex-goleiro do time que jogou em 1976 e 1977 e até hoje joga pelo time de master do Corinthians, Ruço jogador no período de 1975 a 1978 é o autor do gol da chamada invasão corinthiana, Zenon que atuou em 304 jogos de 1981 a 1986, Ataliba atuando no alvinegro durante os anos de 1982 1984, Tupazinho no timão de 1990 a 1996 jogou 341 partidas e marcou no total 52 gols e outro atleta da mesma época Ezequiel, Edu que participou do time de 1998 a 2000, entre outros como Neto e Ronaldo.

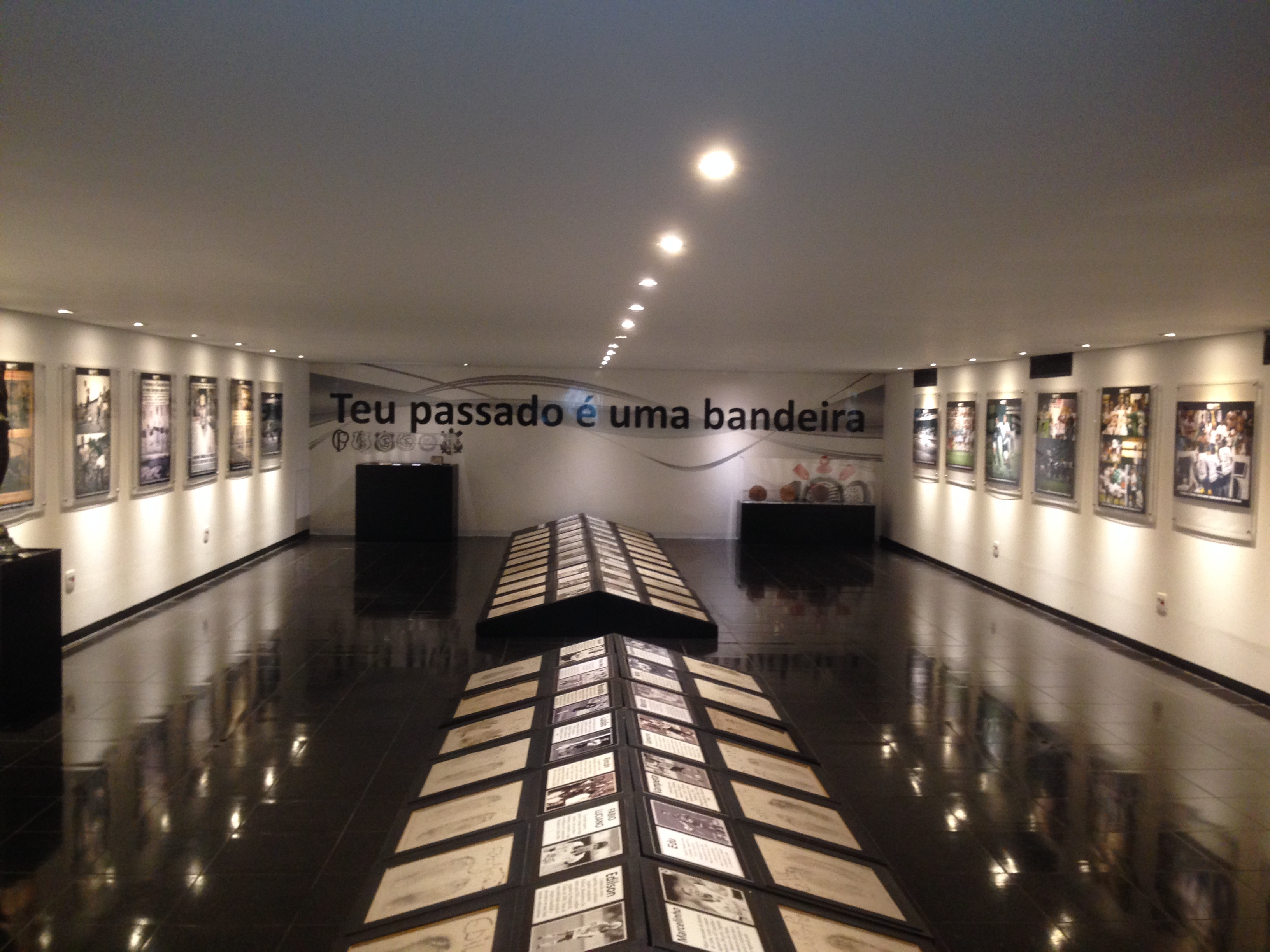
Calçada da fama do Memorial do Corinthians

### Troféu Libertadores
O Corinthians foi campeão invicto da Taça Libertadores da América em 2012.

### Taça do Paulistão 2017
No dia 13 de maio de 2017, a taça do 28º Campeonato Paulista chegou ao Memorial do Corinthians. O jogo da decisão da taça reeditou a disputa do Paulistão do ano de 1977, onde o Timão jogou conta a ponte preta, onde o Corinthians também levou o título.

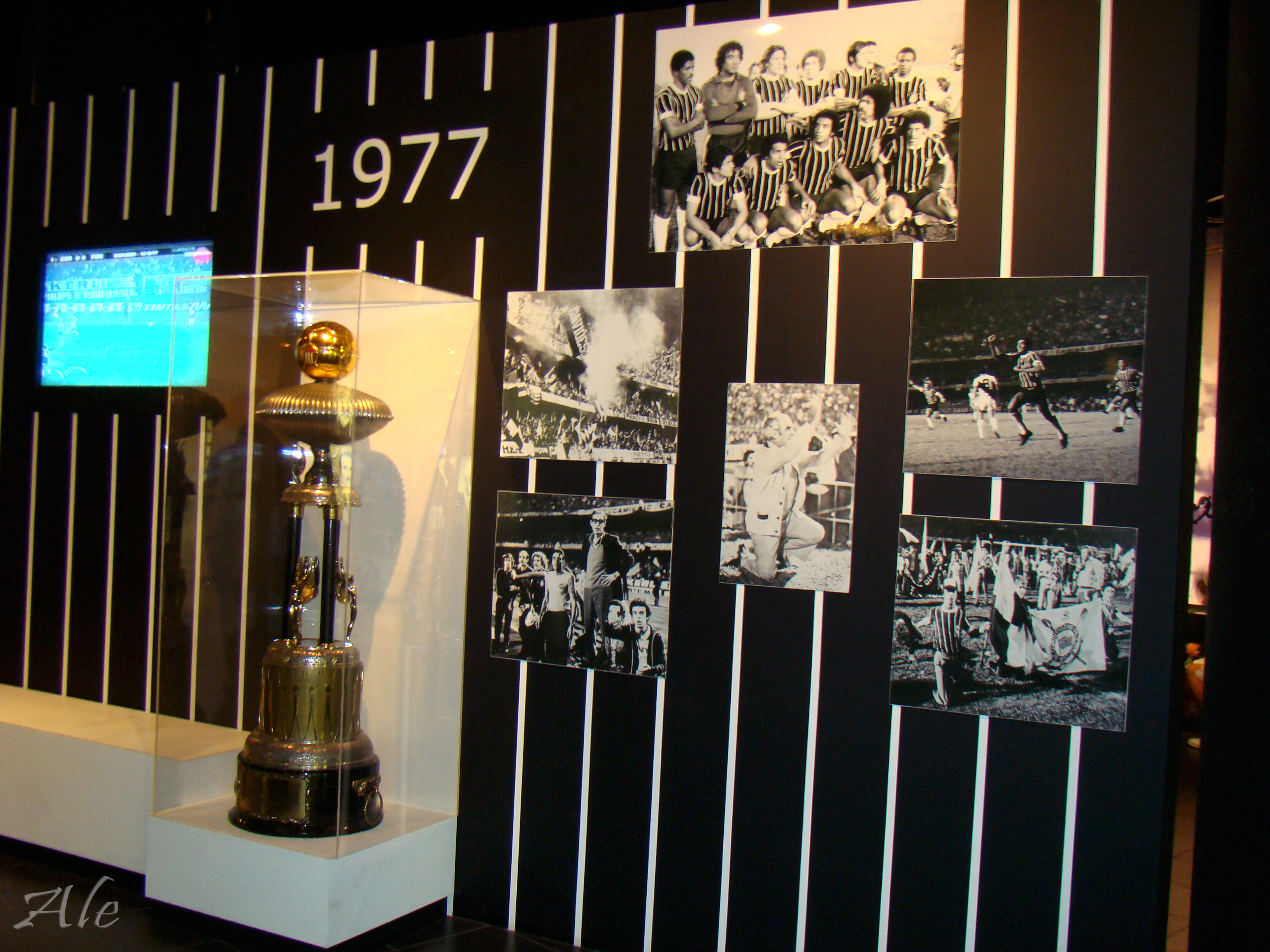
Memorial Corinthians 1977

### Troféu do Campeonato Paulista de 1977
É considerado um dos mais importantes troféus do time.

### Taça dos Invictos
Durante o campeonato paulista no ano de 2009, o Corinthians foi campeão invicto, e recebeu a taça em homenagem.

### Taça do Campeonato Brasileiro da Série-B
Conquistada no ano de 2008.

### Mundial de Clubes FIFA

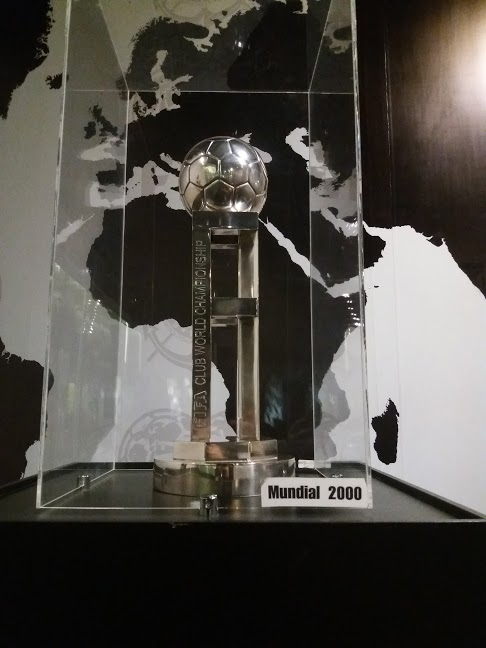
Taça de Campeão Mundial do Corinthians, ano de 2000

O Corinthians foi o primeiro campeão mundial de Clubes FIFA, no ano de 2000 com jogadores memoráveis como Vampeta, Rincón e Dida.

### Troféu Campeão dos Campeões
Foi conquistado pelo time em 1930.

### Homenagem pelo centenário
A CBF homenageou o Clube pelos 100 anos de história.

### Bolas lendárias
A primeira bola do time custou 6 mil réis, e o dinheiro foi arrecadado pelos moradores do bairro do Bom Retiro, local onde o time foi criado. A segunda bola foi doada por Neco, jogador marcante do time.

### Taça Unione Viaggiatori Italiani
Foi a primeira taça que o Corinthians conquistou.

### Taça do Campeonato Paulista de 1914
Foi o segundo título que o time conquistou.

### Osso jogado por torcedores palmeirenses
Após o Palestra ganhar dois jogos contra o Corinthians no ano de 1917, no ano seguinte na véspera de jogo entre os adversários, torcedores do Palestra jogaram um osso de galinha no restaurante onde o Corinthians almoçava, com a seguinte frase " O Corinthians é canja para o Palestra". E esse osso encontra-se no Memorial.

## Curiosidades

### Memorial no Metrô
Aberto para o público dia 29 de outubro de 2012, o Memorial do Corinthians se encontra na estação Corinthians-Itaquera, perto do estádio de futebol do time, a Arena Corinthians. Lá se encontram réplicas dos troféus do Memorial do Parque São Jorge, camisetas oficiais do time desde o modelo de 1910 até os atuais, uma sala para assistir os jogos mais importantes do time, réplica em tamanho real de alguns jogadores como o Sócrates e Rivellino , ums estrutura com fotos da conquista do mundial de 2012 e também um painel com informações historias e fatos sobre o time, chamado "Você Sabia?".

### Doação de sangue
A campanha Sangue Corintiano, em sua 21ª edição teve como um dos pontos de doação de sangue o Memorial do Parque São Jorge, onde 250 torcedores de todos os inscritos na campanha foram sorteados para doar dentro do Memorial. Os torcedores que não estavam entre os 250 sorteados para doar dentro do Memorial doaram seu sangue no Posto de Coleta da Fundação Pró-Sangue no Hospital das Clínicas, em São Paulo e também em diversos hemocentros espalhados por todo o país.

### Homenagem a Sócrates
O Memorial recebeu durante um período de 3 meses em 2015, como uma homenagem ao ex jogador do Corinthians Sócrates, uma estátua com as dimensões reais do jogador, confeccionada em chapa metálica em alumínio, ferro e arame de alumínio pelo escultor Laércio Alves.
Futebol Feminino
O Corinthians possui um nicho da exposição que conta a história do futebol feminino do Clube. Trazendo seus principais títulos.

### Loja
Na saída do memorial se encontra a maior loja da rede do corinthians, Poderoso Timão, com um total de 400 metros quadrados. Nela 11 manequins representando os jogadores do time estão espalhados pela loja, que vende os produtos oficiais do time para seus fãs.
Monumentos
O Memorial também fica responsável por preservar todos os acervos históricos do clube, além dos monumentos, que  são o monumento de fundação, sendo conhecido como marco Zero. No endereço no qual o Corinthians teria sido fundado. Além disso, do monumento da ponte grande, no atual Clube Regatas Tiete, . 

## Galeria

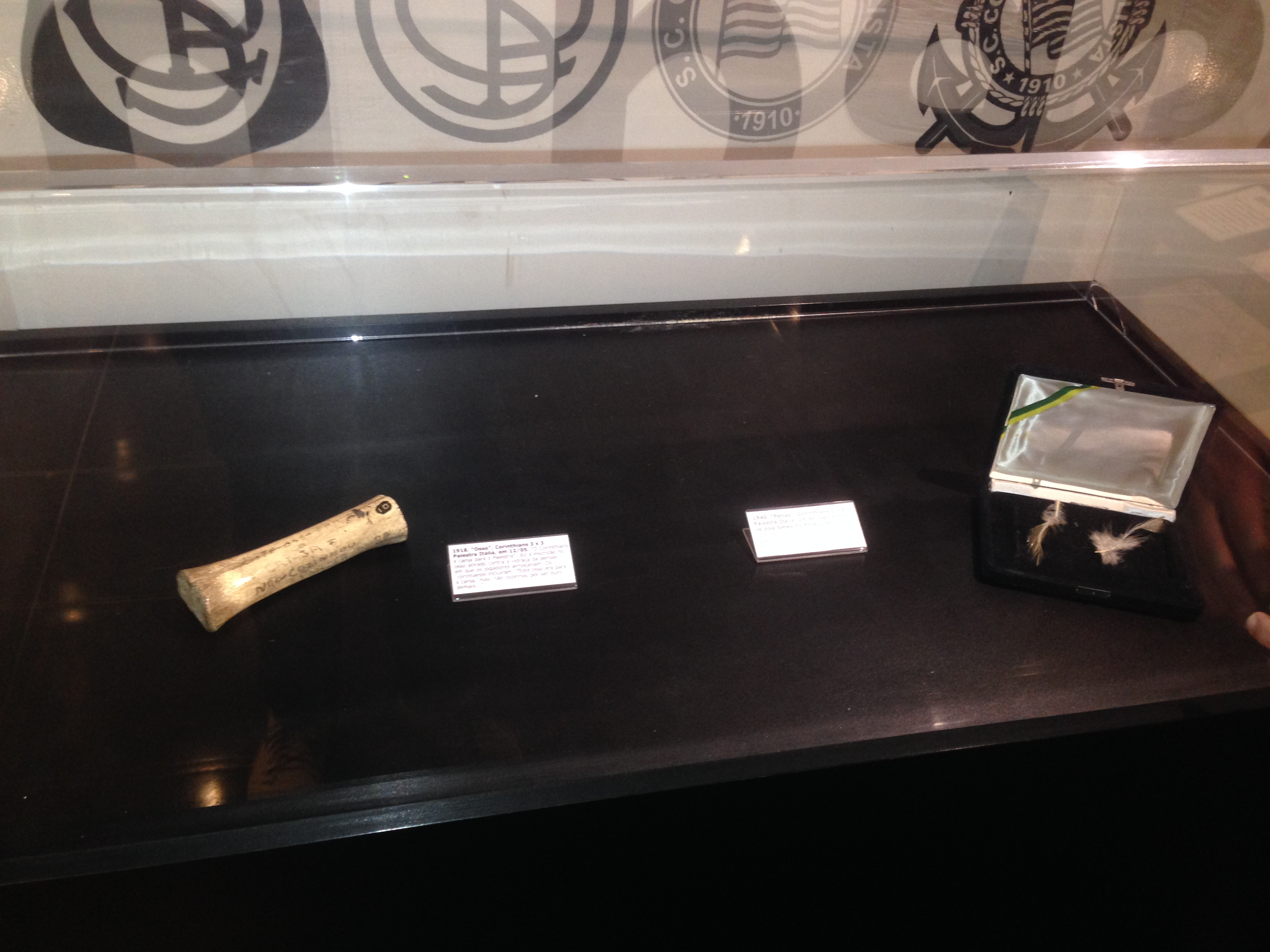
Osso que jogadores do palmeiras jogaram no restaurante que o Corinthians almoçava.

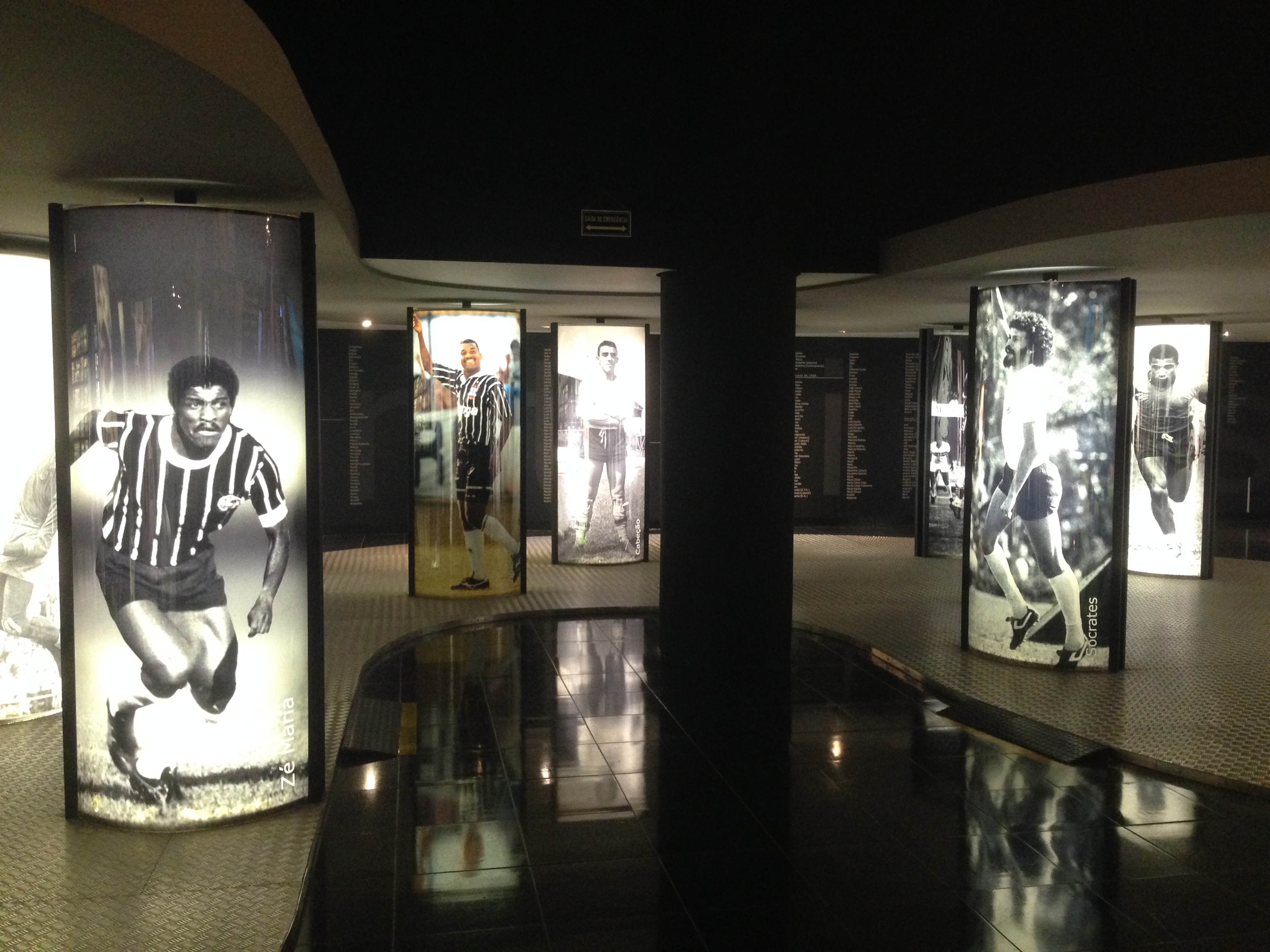
Toténs de jogadores marcantes em tamanho real

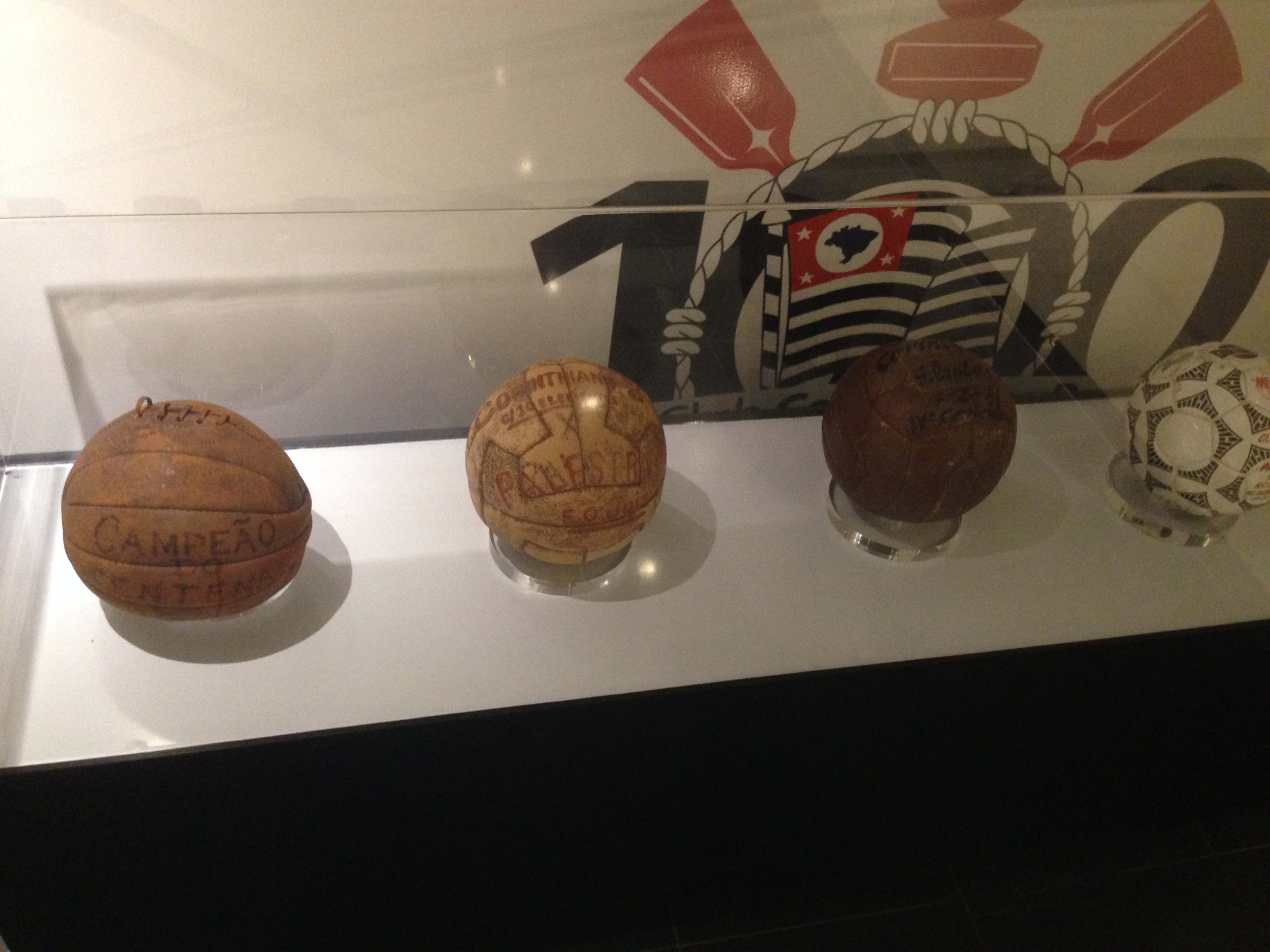
Bolas lendárias do Corinthians

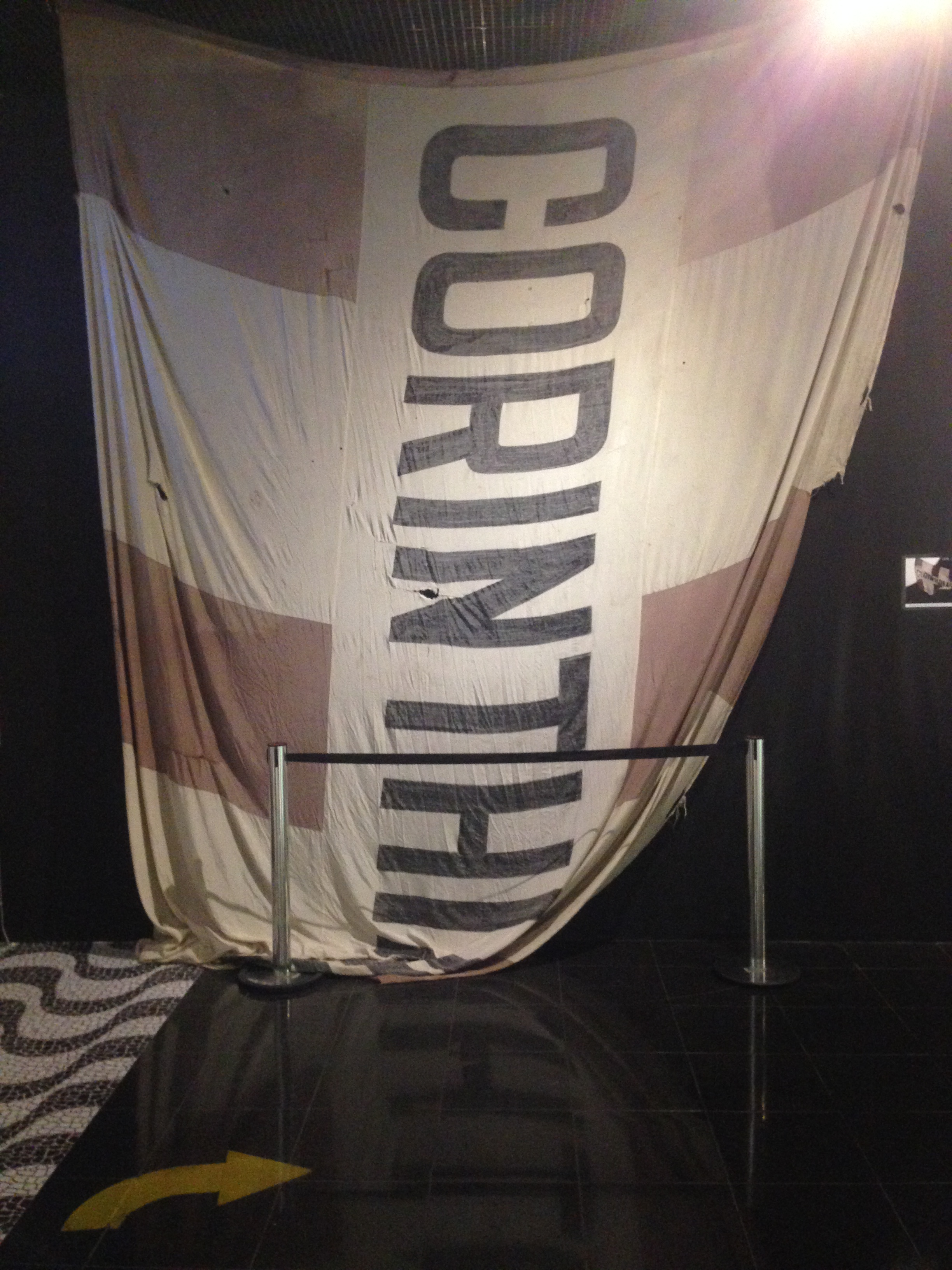
Bandeira de invasão ao estádio do Maracanã

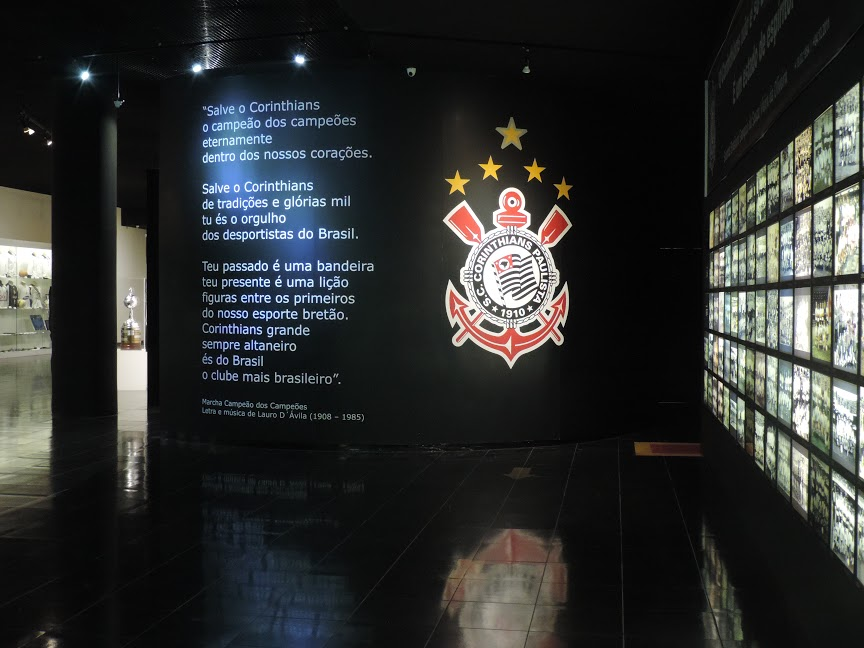
Hino do corinthians

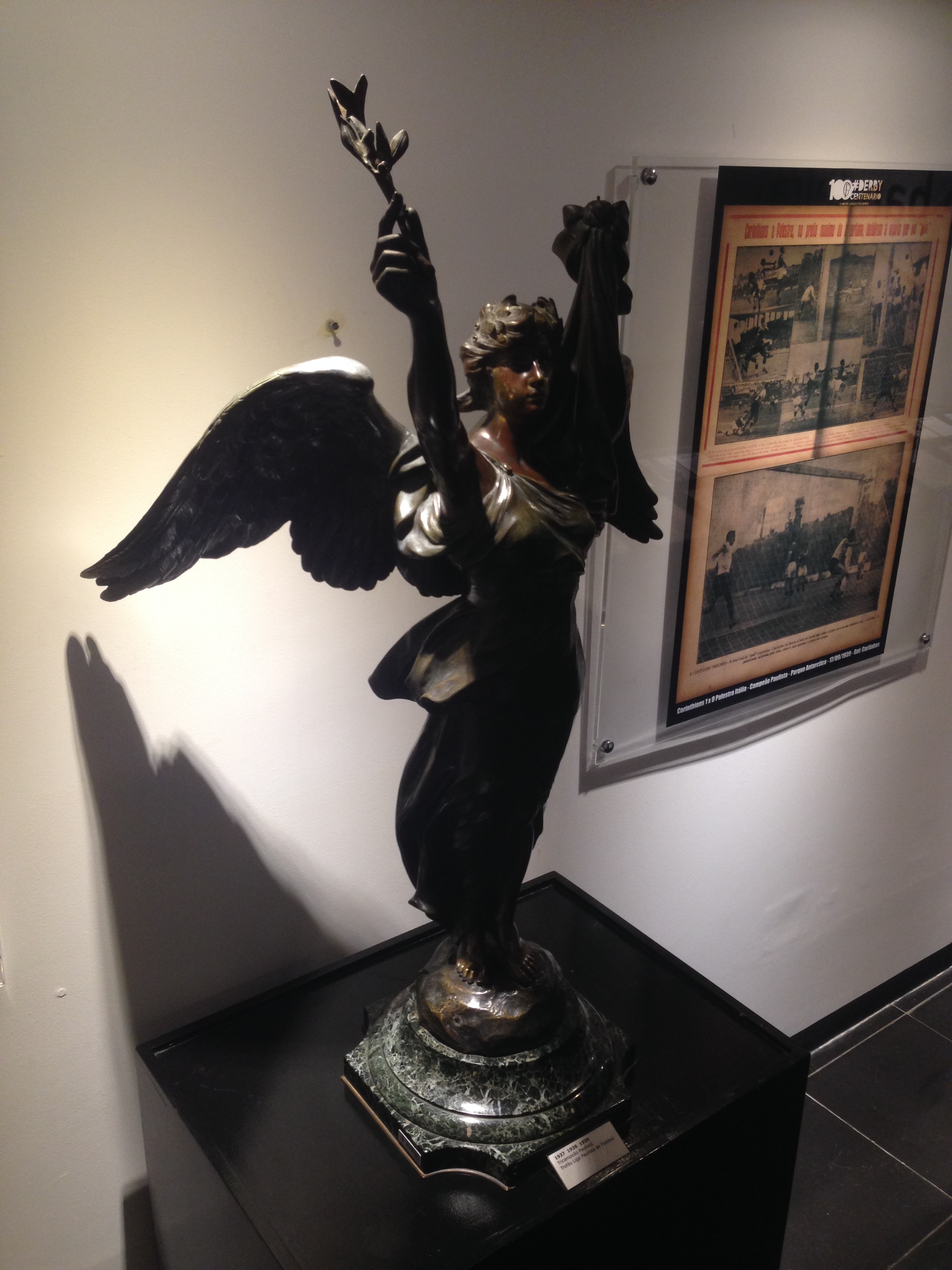
Primeiro troféu profissional feito com a Deusa da Vitória.

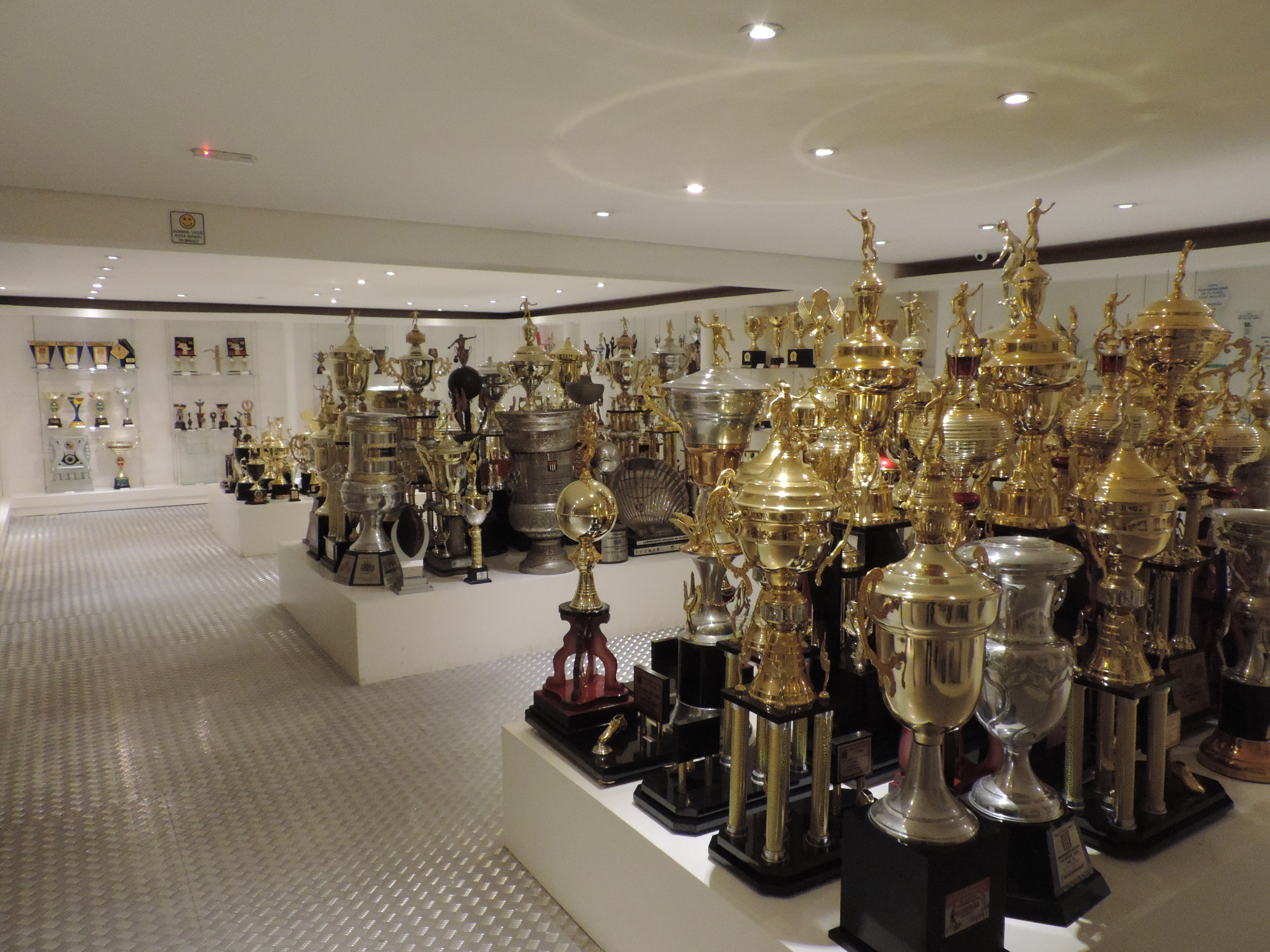
Troféus corinthians